# Cylindera kaleea
Cylindera kaleea es una especie de escarabajo del género Cylindera, tribu Cicindelini, familia Carabidae. Fue descrita científicamente por Bates en 1866.
Se distribuye por Japón, China, Vietnam y Checa. La especie se mantiene activa durante todos los meses del año excepto en enero, febrero y noviembre.